# Лоу, Тед
Тед Ло́у, MBE (англ. Ted Lowe; 1 ноября 1920 — 1 мая 2011) — английский комментатор снукера на канале BBC.

## Биография и карьера
Тед Лоу был самым известным снукерным комментатором на протяжении нескольких десятилетий (с 60-х по 80-е). Тед достиг пика славы в 80-х, когда сама игра была на подъёме. Многие называли его «Шепчущим Тедом» за тихий голос Лоу во время матча (в то время из-за отсутствия большого количества зрителей он был вынужден говорить полушёпотом, чтобы не потревожить игроков во время удара). Так как Тед был самым популярным снукерным комментатором того времени, он получил ещё одно прозвище — «Голос Снукера», которое, после его ухода с работы перенял Клайв Эвертон. Самая известная фраза Теда несколько схожа с высказыванием комментатора мотогонок Мюррея Уокера: «Для тех из вас, кто смотрит матч по чёрно-белому телевидению, розовый шар стоит за зелёным».
Тед Лоу был бессменным комментатором популярного турнира Pot Black Cup, а также вёл репортаж во время финала чемпионата мира 1985 года — самого знаменитого снукерного матча. Он перестал комментировать снукер после чемпионата мира 1996 года, но вернулся в 2005-м на финал того же турнира.
В 1996 году за заслуги в развитии снукера Тед Лоу был награждён Орденом Британской Империи (MBE).
Умер Тед в мае 2011 из-за затянувшейся болезни.